# Lactura pilcheri
Lactura pilcheri is een vlinder uit de familie van de Lacturidae. De wetenschappelijke naam van de soort is voor het eerst geldig gepubliceerd in 1891 door Lucas.